# Paliquir
 Coordenadas : formato inválido
Paliquir (em inglês: Palikir, pronúnciado: [ˈpælɪˌkɪər]) é a capital dos Estados Federados da Micronésia, uma pequena república federal composta por quatro grupos de ilhas localizadas no oceano Pacífico. É capital desde 1989 e tem uma população de 6 647 habitantes, estando localizada no estado e na ilha de Pohnpei.

## Localização
Esta cidade encontra-se a cerca de 5 km de sudoeste de Kolonia (ou Kilonia), a maior cidade na ilha de Pohnpei (antiga Ponapé) que é a maior das 607 ilhas e atóis que compõem o país. Está localizada no estado federal de Pohnpei que é um dos quatro que compõem os Estados Federados da Micronésia.

## História
Os exploradores europeus chegaram pela primeira vez às costas desta ilha no século XVI mas há poucos vestígios históricos que indiquem que tenham tentado colonizar Paliquir. Em 1886, a Espanha tomou controlo de Pohnpei e estabeleceu uma colónia a qual deram o nome de Kolonia, a noroeste da localidade. No entanto, depois da guerra Hispano-Americana de 1898, a Espanha perdeu influência sobre o Pacífico e posteriormente vendeu Pohnpei à Alemanha. Até ao final da Segunda Guerra Mundial, poucos nativos habitaram Paliquir e a zona não se repovoou até 1980, quando o governo dos Estados Unidos arranjou fundos para a capital da nação. Os Estados Unidos patrocinaram então a planificação e construção de uma capital nacional que servisse aos quatro estados da Micronésia e situaram-na na antiga pista japonesa de Paliquir. A raiz deste povoamento surgiu em 1989 e converteu-se na capital nacional destronando Kolonia.

### Atualidade
Paliquir é a sede do governo federal e do Supremo Tribunal, para além da sede da administração do estado de Pohnpei, um dos quatro que compõem os Estados Federados da Micronésia. É, portanto, um complexo administrativo à semelhança de outras capitais federais anglo-saxónicas, como Camberra ou, nas suas origens, Washington. Para se integrar na paisagem tropical de Paliquir, o centro administrativo desenha-se como uma série de edifícios de dois andares, inspirados na arquitetura tradicional da Micronésia, e alinhados ao largo de um eixo este-oeste para tirar proveito da luz natural e dos ventos alísios. Por sua parte, Kolonia possui um hospital, um aeroporto internacional conectado com o Havaí, Guam e Nauru consoante os voos regulares, e ainda possui um colégio preparatório pré-universitário, o College of Micronesia (Colégio da Micronésia), anexado à Universidade de Guam.